# Murat Petrowitsch Chratschow

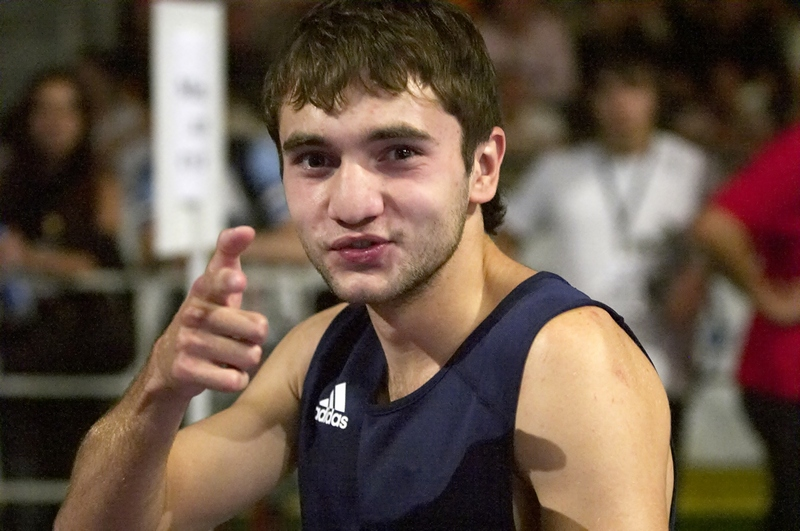
Murat Chratschow (2005)

Murat Petrowitsch Chratschow (russisch Мурат Петрович Храчёв; * 25. Juli 1983 in Tscherkessk) ist ein ehemaliger russischer Boxer und Bronzemedaillengewinner der Olympischen Spiele 2004 im Leichtgewicht.

## Boxkarriere
Murat Chratschow gewann 1999 die Goldmedaille im Fliegengewicht bei den Kadetten-Europameisterschaften in Baku und 2001 die Goldmedaille im Federgewicht bei den Junioren-Europameisterschaften in Sarajevo. Bei den Junioren-Weltmeisterschaften 2000 in Budapest gewann er die Silbermedaille im Bantamgewicht, nach dem er erst im Finale gegen Vitali Tajbert ausgeschieden war.
In der Elite-Klasse (Erwachsene) wurde er 2002 Russischer Meister im Federgewicht und 2003 Russischer Meister im Leichtgewicht. 2002 gewann er den Copenhagen Cup in Dänemark mit Siegen gegen Loliwe Phakathi, Südafrika, Femi Fehintola, England und Guillaume Salingue, Frankreich. Bei den Weltmeisterschaften 2003 in Bangkok verlor er bereits im ersten Kampf gegen Dilschod Machmudow, Usbekistan, sowie bei den Europameisterschaften 2004 in Pula im zweiten Kampf gegen Ovidiu Bobîrnat, Zypern.
Trotzdem konnte er im April 2004 an der europäischen Olympiaqualifikation in Baku teilnehmen, wo er durch vorzeitige Siege gegen Arsen Doko, Albanien, Andrew Murray, Irland und Mariusz Koperski, Polen, ins Finale vordrang, wo sein Gegner Wolodimir Krawets, Ukraine, nicht zum Kampf antrat und Chratschow deshalb als Sieger des Turniers ausgezeichnet wurde. Er startete anschließend im August bei den Olympischen Spielen von Athen, besiegte Chen Tongzhou, China (40:29), Anthony Little, Australien (t.k.o) und Sam Rukundo, Uganda (31:18), ehe er im Halbfinale gegen Mario Kindelán, Kuba (10:20) unterlag und so mit einer Bronzemedaille ausschied.
2005 war er Mitglied der russischen Mannschaft beim Weltcup in Moskau. Das Team konnte sich gegen Weißrussland (11:0), USA (11:0), Aserbaidschan (11:0) und Kuba (7:4) durchsetzen und damit den ersten Platz erreichen.